# Andriy Bal
Andriy Mikhaïlovitch Bal (ukrainien : Андрій Михайлович Баль et russe : Андрей Михайлович Баль) (né le 16 février 1958 à Novyï Rozdil à l'époque en Union soviétique, aujourd'hui en Ukraine, et mort le 9 août 2014 à Kiev) est un joueur de football international soviétique (ukrainien), qui évoluait au poste de milieu de terrain, avant de devenir ensuite entraîneur.

## Biographie

### Carrière de joueur

#### Carrière en club
Avec le club du Dynamo Kiev, il remporte trois championnats d'URSS et gagne la Coupe d'Europe des vainqueurs de coupe en 1986. Il dispute un total de 17 matchs en Coupe d'Europe des clubs champions avec cette équipe, atteignant les demi-finales de cette compétition en 1987.

#### Carrière en sélection
Avec l'équipe d'URSS, il joue 20 matchs (pour un but inscrit) entre 1981 et 1989. 
Il joue son premier match en équipe nationale le 29 novembre 1981 contre la Tchécoslovaquie et son dernier le 23 août 1989 contre la Pologne. 
Il figure dans le groupe des sélectionnés lors des Coupes du monde de 1982 et de 1986. Il joue trois matchs lors du mondial 1982 organisé en Espagne : contre le Brésil, la Nouvelle-Zélande et l'Écosse. Il joue à nouveau trois matchs lors du mondial 1986 organisé au Mexique : face à la Belgique, face au Canada, et encore face à la Belgique. Il inscrit un but contre les joueurs brésiliens en 1982.
Avec la sélection soviétique il participe également à la Coupe du monde des moins de 20 ans 1977 organisée en Tunisie, où l'URSS atteint la finale, en battant le Mexique aux tirs au but.

### Carrière d'entraîneur
En 2012, il est entraîneur en chef de l'équipe d'Ukraine lors de deux matchs qualificatifs pour la coupe du monde 2014 : contre la Moldavie le 12 octobre, puis contre l'équipe du Monténégro le 16 octobre.

## Statistiques
| Saison                | Club                   | Championnat           | Championnat | Championnat | Coupe(s) nationale(s) | Coupe(s) nationale(s) | Compétition(s) continentale(s) | Compétition(s) continentale(s) | Compétition(s) continentale(s) | Total | Total |
| Saison                | Club                   | Division              | M.          | B.          | M.                    | B.                    | Comp.                          | M.                             | B.                             | M.    | B.    |
| 1977                  | Karpaty Lvov           | D1                    | 18          | 2           | -                     | -                     | -                              | -                              | -                              | 18    | 2     |
| 1978                  | Karpaty Lvov           | D2                    | 38          | 1           | 4                     | 0                     | -                              | -                              | -                              | 42    | 1     |
| 1979                  | Karpaty Lvov           | D2                    | 44          | 8           | 6                     | 0                     | -                              | -                              | -                              | 50    | 8     |
| 1980                  | Karpaty Lvov           | D1                    | 34          | 1           | 1                     | 0                     | -                              | -                              | -                              | 35    | 1     |
| Sous-total            | Sous-total             | Sous-total            | 134         | 12          | 11                    | 0                     | -                              | -                              | -                              | 145   | 12    |
| 1981                  | Dynamo Kiev            | D1                    | 30          | 3           | 7                     | 4                     | C1                             | 4                              | 1                              | 41    | 8     |
| 1982                  | Dynamo Kiev            | D1                    | 31          | 5           | 3                     | 0                     | C1                             | 2+2                            | 0                              | 38    | 5     |
| 1983                  | Dynamo Kiev            | D1                    | 25          | 1           | 1                     | 0                     | C1+C3                          | 2+2                            | 0                              | 30    | 1     |
| 1984                  | Dynamo Kiev            | D1                    | 29          | 1           | 4                     | 0                     | -                              | -                              | -                              | 33    | 1     |
| 1985                  | Dynamo Kiev            | D1                    | 31          | 1           | 5                     | 0                     | C2                             | 4                              | 0                              | 40    | 1     |
| 1986                  | Dynamo Kiev            | D1                    | 26          | 0           | 6                     | 0                     | C2+SC+C1                       | 4+1+3                          | 0                              | 40    | 0     |
| 1987                  | Dynamo Kiev            | D1                    | 23          | 0           | 8                     | 1                     | C1                             | 4                              | 0                              | 35    | 1     |
| 1988                  | Dynamo Kiev            | D1                    | 23          | 0           | 10                    | 0                     | -                              | -                              | -                              | 33    | 0     |
| 1989                  | Dynamo Kiev            | D1                    | 18          | 0           | 2                     | 0                     | C3                             | 5                              | 0                              | 25    | 0     |
| 1990                  | Dynamo Kiev            | D1                    | 4           | 0           | 2                     | 0                     | C2                             | 1                              | 0                              | 7     | 0     |
| Sous-total            | Sous-total             | Sous-total            | 240         | 11          | 48                    | 5                     | -                              | 34                             | 1                              | 322   | 17    |
| 1990-1991             | Maccabi Tel-Aviv       | D1                    | 28          | 4           | -                     | -                     | -                              | -                              | -                              | 28    | 4     |
| 1991-1992             | Bnei Yehoudah Tel-Aviv | D1                    | 32          | 3           | -                     | -                     | -                              | -                              | -                              | 32    | 3     |
| 1992-1993             | Bnei Yehoudah Tel-Aviv | D1                    | 30          | 0           | -                     | -                     | -                              | -                              | -                              | 30    | 0     |
| Sous-total            | Sous-total             | Sous-total            | 90          | 7           | -                     | -                     | -                              | -                              | -                              | 90    | 7     |
| Total sur la carrière | Total sur la carrière  | Total sur la carrière | 301         | 5           | 35                    | 0                     | -                              | 34                             | 1                              | 370   | 6     |

## Palmarès

### Palmarès en sélection
Union soviétique
| - Coupe du monde des moins de 20 ans (1) : - Vainqueur : 1977. |

### Palmarès en club
Dynamo Kiev
| - Championnat d'Union soviétique (3) : - Champion : 1985, 1986 et 1990. - Vice-champion : 1982 et 1988. - Coupe d'Union soviétique (4) : - Vainqueur : 1982, 1984-85, 1986-87 et 1989-90. |  | - Supercoupe d'Union soviétique (2) : - Vainqueur : 1985 et 1986. - Coupe d'Europe des vainqueurs de coupe (1) : - Vainqueur : 1985-86. - Supercoupe de l'UEFA : - Finaliste : 1986. |

 Bnei Yehoudah
| - Coupe de la Ligue israélienne (1) : - Vainqueur : 1991-92. |